# Лівобережна (зупинний пункт)
Лівобере́жна — зупинний пункт Київської дирекції Південно-Західної залізниці. Розташований на дільниці Київ-Волинський — Дарниця (через Почайну) між станцією Микільська Слобідка і зупинним пунктом Русанівка. Входить до київського залізничного вузла.
Розташований у межах міста Києва. Є однією із зупинок Київської міської електрички. Знаходиться на відстані пішохідної доступності від  Лівобережна.
Відкритий 4 жовтня 2011 року разом із запуском Київської міської електрички по колу (раніше вона ходила лише між двома зупинками). Має з'їзд в метродепо «Дарниця» київського метрополітену.